# Huernia volkartii
Huernia volkartii là một loài thực vật có hoa trong họ La bố ma. Loài này được Werderm. & Peitsch. mô tả khoa học đầu tiên năm 1936.